# Алан Цагаєв
Алан Цагаєв (13 вересня 1977) — болгарський важкоатлет.
Срібний призер Олімпійських Ігор 2000 року в категорії до 105 кг.
Срібний призер Чемпіонату світу 2002 (до 105 кг), 2007 (до 105 кг) років.
Чемпіон Європи 2002 (до 105 кг), 2004 (до 105 кг) років, срібний призер 2003 року в категорії до 105 кг.